# Evonymopsis
Evonymopsis es un género de plantas con flores con cinco especies pertenecientes a la familia Celastraceae.

## Taxonomía
El género fue descrito por Joseph Marie Henry Alfred Perrier de la Bâthie y publicado en Notulae Systematicae. Herbier du Museum de Paris 10: 202. 1942. La especie tipo es: Spergula arvensis L.	

## Especies aceptadas
A continuación se brinda un listado de las especies del género Evonymopsis aceptadas hasta octubre de 2013, ordenadas alfabéticamente. Para cada una se indica el nombre binomial seguido del autor, abreviado según las convenciones y usos.
- Evonymopsis acutifolia (H.Perrier) H.Perrier
- Evonymopsis humbertii H.Perrier
- Evonymopsis longipes (H.Perrier) H.Perrier
- Evonymopsis mexicanus Benth.
- Evonymopsis obcuneata (H.Perrier) H.Perrier